# Lotnisko Grimbergen
Lotnisko Grimbergen – lotnisko w Grimbergen, w Belgii. Obsługuje połączenia krajowe.